# 타르

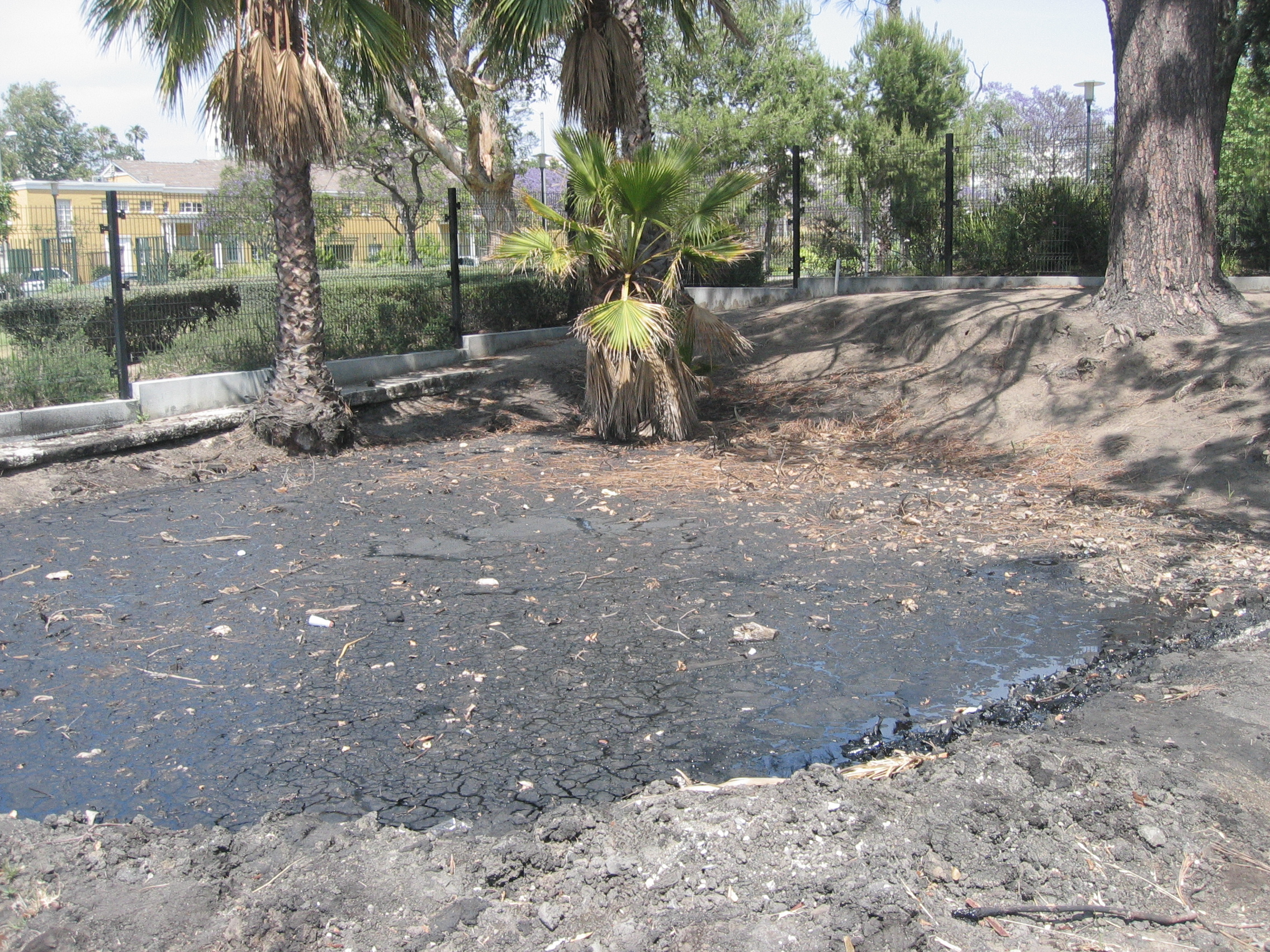
타르 웅덩이.

타르(영어: tar)는 소나무의 뿌리나 나무에서 분해 증류에 의해 주로 만들어지는 변형된 수지이다. 끈끈한 검은색의 액체이다. 타르의 생산과 무역은 북유럽과 식민지 시대의 미국 경제의 큰 요소였다. 당시 타르는 목조 선박을 부패로부터 보호하는 데 주로 사용되었다. 영국 해군에 의해 가장 많이 사용되었다. 타르의 수요는 철과 강철선의 발달로 줄어들었다.
타르 비슷한 물질은 이탄과 같은 유기물의 형태로부터 만들 수 있다. 타르 비슷한 광물은 석유를 포함한 화석 연료로부터 만들 수도 있다. 석탄 타르(coal tar)는 석탄 연료 (coke) 생산 과정에서 부산물로 만든다.타르는 담배 속에 들어있는 인체에 해로운 대표적 물질 3가지 중 하나이다.(타르,니코틴,일산화탄소)

## 같이 보기
- 블랙탑
- 크레오소트
- 피치 (중합체)
- 나뭇진
- 타르 (담배)